# Амар Ћоровић
Амар Ћоровић (Нови Пазар, 19. септембар 1995) српски је позоришни, филмски и телевизијски глумац.

## Биографија
Дипломирао је глуму на Факултету драмских уметности, у класи професора Драгана Петровића, заједно са Ивом Илинчић, Јованом Јовановићем, Недимом Незировићем.

## Филмографија
| Год.       | Назив                          | Улога                 |
| ---------- | ------------------------------ | --------------------- |
| 2010-е     |                                |                       |
| 2017.      | Мамини синови                  |                       |
| 2017.      | Аплауз за Лазића (кратки филм) | Филип                 |
| 2018.      | Комшије (ТВ серија)            | Споменко              |
| 2018.      | Кратки животи (кратки филм)    |                       |
| 2018.      | Мрњавчевићи: Кад гусле утихну  | Стеван Марковић       |
| 2019.      | Делиријум тременс (филм)       | Син                   |
| 2019.      | Делиријум тременс (ТВ серија)  | Син                   |
| 2019.      | Пролеће у јануару              | Миша                  |
| 2020-е     |                                |                       |
| 2020.      | Слободни скакачи (кратки филм) | Филип                 |
| 2018-2021. | Жигосани у рекету              | Андреј                |
| 2020-2021. | Златни дани (ТВ серија)        | Филип                 |
| 2021.      | Бранилац (ТВ серија)           | млади Раде Ђанковић   |
| 2021.      | Певачица (ТВ серија)           | Борко                 |
| 2022.      | Камионџије д.о.о.              | Сеад                  |
| 2022.      | Државни службеник              | дилеров рођак         |
| 2022.      | Тајне винове лозе              | Давид                 |
| 2022.      | Мама и тата се играју рата     | Ђорђе                 |
| 2022-2023. | Сложна браћа — Next Đeneration | Мирсад Хамилић "Мили" |
| 2024.      | Радио Милева                   | Славиша Јошић         |